# Brooke Brodack
Brooke Allison Brodacková (* 7. dubna 1986), známá jako Brookers, je jednou z prvních youtuberek.

## Mládí
Narodila se ve městě Putnam ve státě Connecticut. Od svých devíti let natáčela různá videa. Absolvovala Wachusett Regional High School, poté navštěvovala vysokou školu Worcester State College, Quinsigamond Community College a Mount Wachusett Community College. Ze všech tří škol nakonec odešla. V letech 2003 až 2006 pracovala jako recepční a hosteska v restauraci. Rovněž pomáhala jako dobrovolnice v programu NEADS (Dogs for Deaf and Disabled Americans).

## Kariéra
Na YouTube začala nahrávat v září 2005. Předtím, než v prosinci 2007 mohli youtubeři svá videa zpeněžit, jí nabídl moderátor NBC Carson Daly smlouvu na moderování pořadu. Nic z toho ale nevzešlo. Od července do srpna 2006 po dobu 43 dnů vlastnila nejodebíranější kanál na YouTube. Její kanál byl první, který dosáhl 10 000 odběratelů. Bylo to poprvé a prozatím (2024) naposledy, kdy pozici nejodebíranějšího kanálu oficiálně držela žena.
Od poloviny roku 2013 do začátku 2017 žila ve Vadodaře, kde pracovala na přednáškách ve spolupráci s Design Infinium. Následně se přestěhovala do Los Angles.
V červenci 2017 zrušila všechny své sociální sítě a kanály.
Několikrát experimentovala s novým kanálem, až si nakonec v roce 2019 založila nový kanál pod svým skutečným jménem.